# تاسا
قرية تاسا هي إحدى القرى التابعة لمركز ساحل سليم في محافظة أسيوط في جمهورية مصر العربية. حسب إحصاءات سنة 2006، بلغ إجمالي السكان في تاسا 8848 نسمة، منهم 4651 رجل و4197 امرأة.